# 1976年のル・マン24時間レース

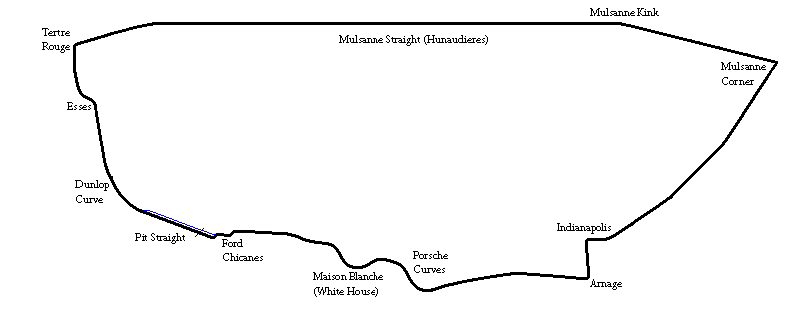
1976年のコース

1976年のル・マン24時間レース（24 Heures du Mans 1976 ）は、44回目のル・マン24時間レースとして、1976年6月12日から6月13日にかけてフランス・ル・マンのサルト・サーキットで行われた。

## 概要

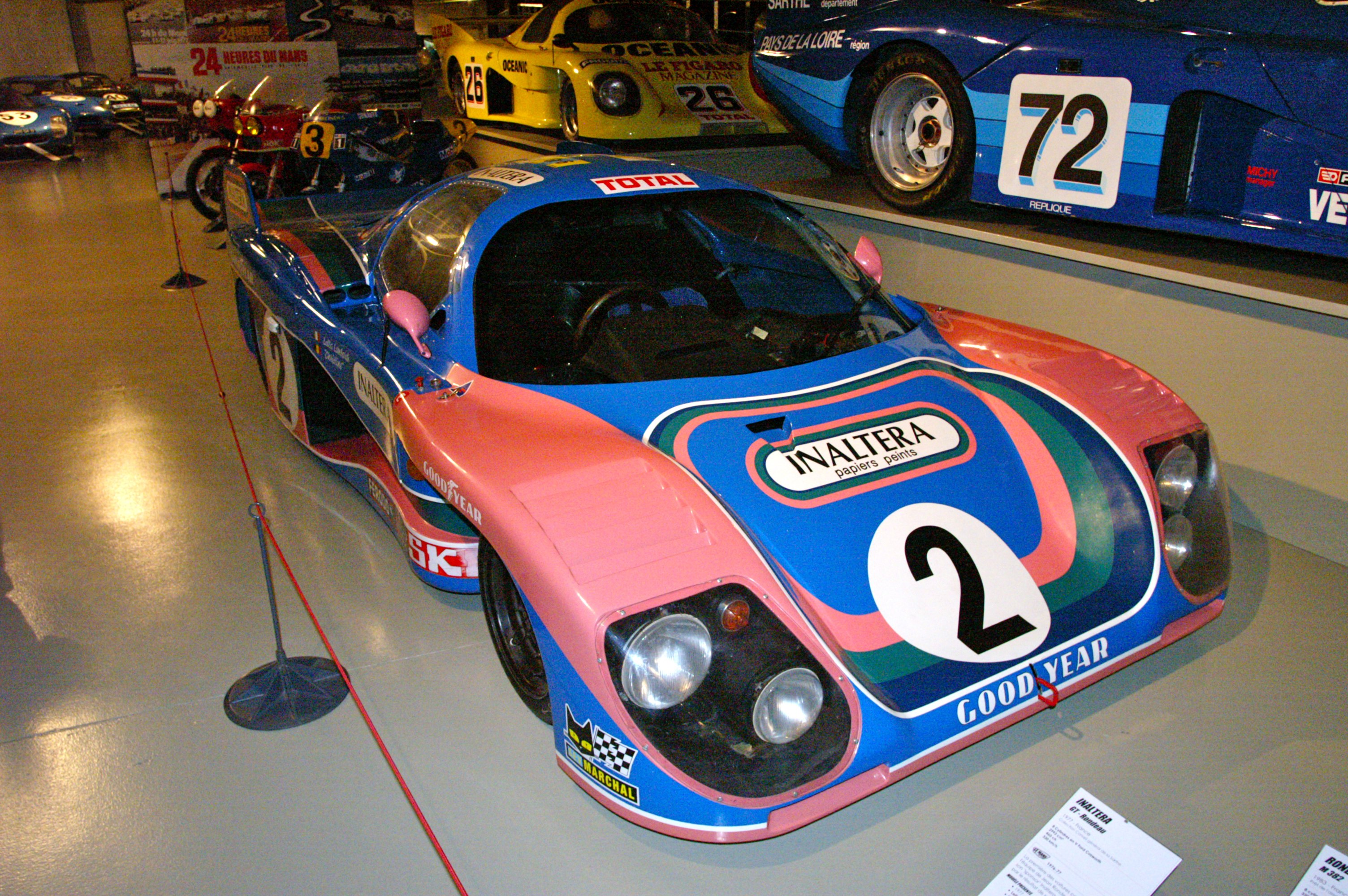
ジャン・ロンドーがドライブしたイナルテラ・LM

新しいレギュレーションが適用されて出走枠が大幅に変更され、従前からのグループ6に加え、この年から世界メーカー選手権に登場した市販車をベースにしたグループ5 "シルエットフォーミュラ" をはじめ、GTX、GTP、アメリカからIMSA・キャメルGTの参加車両やNASCAR、ストックカーも出走を許可した。ただしストックカーの参加が認められたのはこの年のみであった。前年に復活した燃費規制も再び廃止された。

### S3.0
ポルシェは1974年以来の参加となるワークス参加となった。カナディアン-アメリカン・チャレンジカップにターボエンジンを搭載したポルシェ・917/10にて勝ち続けた実績から500PS以上を発揮する空冷2,142cc水平対向6気筒エンジンを開発、これを搭載したグループ6マシン、ポルシェ・936を出場させた。
ポルシェの対抗馬としてルノー・アルピーヌ・A442ターボが参戦。エルフ石油のスポンサードを受け、タイヤはミシュランを使用し、フランス人ドライバーを使うなどフランスで固めたチームであり、この活躍でル・マンは盛り上がりを見せた。フォーミュラ2用の2リットルV型6気筒エンジンは300PS近くを出力していたが、これにターボを装着して出力は500PSに達したという。
ミラージュ、ローラなどコスワースDFVエンジンを搭載したマシンも出場したが耐久用に出力を400PS程度に抑えなければならず、ポルシェやルノーのターボ車には大きく差をつけられた。

### グループ5
シルエットフォーミュラのポルシェ・935が出場した。

### GTP
自らのチームで出場するドライバーのジャン・ロンドーが製作したイナルテラ・LMが登場。開発にはドライバーのヴィック・エルフォードが加わっている。エンジンはフォード・コスワースDFVを搭載している。

## 予選
アルピーヌ・ルノーA442に乗るジャン＝ピエール・ジャブイーユがポールポジションを獲得。ポルシェ勢はジャッキー・イクス/ジィズ・ヴァン・レネップ組が2位、ラインハルト・ヨースト/ユルゲン・バルト組が5位。ワークスの935を駆るロルフ・シュトメレン/マンフレート・シュルティが3位という布陣。

## 決勝
これまでにない暑さの中で行われた。
スタート数周はアルピーヌ・ルノーと2台の936が首位を争う展開だったが、11周目にイクス/ヴァン・レネップ組の936が首位に立ち、ヨースト/バルト組も2位に浮上。アルピーヌ・ルノーは3位に後退した。
21時過ぎにアンドレ・アラーがドライブするダットサン・260Zがミュルサンヌ付近でコースを飛び出し、アラーが即死する事故が発生した。
23時過ぎにアルピーヌ・ルノーがエンジントラブルでリタイヤ。ヨースト組の936も姿を消し、イクス組の首位は安泰になった。

## 結果
11時25分、首位を走るイクス組の936の排気管にひびが入るというトラブルが発生。修理に30分以上費やしたが、順位には影響がなくそのまま走り切り、ターボエンジン車初のル・マン24時間優勝を果たした。2位はジャン＝ルイ・ラフォッス/フランソワ・ミゴール組のミラージュ、3位にアラン・ド・キャドネ/クリス・クラフト組のド・キャドネ・ローラが入った。シルエットフォーミュラ勢はワークスのポルシェ・935が4位に入りクラス優勝。1971年以来のル・マン2勝目を挙げたヴァン・レネップはこのレースをもって引退した。

## レース結果
| 順位 | クラス | 号車 | チーム                                     | ドライバー                                                                                    | シャシー                                     | 周回数 |
| 順位 | クラス | 号車 | チーム                                     | ドライバー                                                                                    | エンジン                                     | 周回数 |
| ---- | ------ | ---- | ------------------------------------------ | --------------------------------------------------------------------------------------------- | -------------------------------------------- | ------ |
| 1    | S 3.0  | 20   | マルティーニレーシング・ポルシェ・システム | - ジャッキー・イクス - ジィズ・ヴァン・レネップ                                               | ポルシェ・936                                | 349    |
| 1    | S 3.0  | 20   | マルティーニレーシング・ポルシェ・システム | - ジャッキー・イクス - ジィズ・ヴァン・レネップ                                               | ポルシェ・935型2,142cc水平対向6気筒ターボ    | 349    |
| 2    | S 3.0  | 10   | グランド・ツーリングカーズInc.             | - ジャン＝ルイ・ラフォッス - フランソワ・ミゴール                                             | ミラージュ・GR8                              | 338    |
| 2    | S 3.0  | 10   | グランド・ツーリングカーズInc.             | - ジャン＝ルイ・ラフォッス - フランソワ・ミゴール                                             | フォード・コスワース・DFV2,984ccV型8気筒     | 338    |
| 3    | S 3.0  | 12   | アラン・ド・キャドネ                       | - アラン・ド・キャドネ - クリス・クラフト                                                     | ド・キャドネ・ローラ・T380                   | 337    |
| 3    | S 3.0  | 12   | アラン・ド・キャドネ                       | - アラン・ド・キャドネ - クリス・クラフト                                                     | フォード・コスワース・DFV2,984ccV型8気筒     | 337    |
| 4    | Gr.5   | 40   | マルティーニレーシング・ポルシェ・システム | - ロルフ・シュトメレン - マンフレート・シュルティ                                             | ポルシェ・935                                | 331    |
| 4    | Gr.5   | 40   | マルティーニレーシング・ポルシェ・システム | - ロルフ・シュトメレン - マンフレート・シュルティ                                             | ポルシェ・935型2,857cc水平対向6気筒ターボ    | 331    |
| 5    | S 3.0  | 11   | グランド・ツーリングカーズInc.             | - デレック・ベル - ヴァーン・シュパン                                                         | ミラージュ・GR8                              | 326    |
| 5    | S 3.0  | 11   | グランド・ツーリングカーズInc.             | - デレック・ベル - ヴァーン・シュパン                                                         | フォード・コスワース・DFV2,984ccV型8気筒     | 326    |
| 6    | Gr.5   | 52   | ジェラール・メオ                           | - レイモンド・トワルー - アラン・クディーニ                                                   | ポルシェ・911カレラRSR                       | 314    |
| 6    | Gr.5   | 52   | ジェラール・メオ                           | - レイモンド・トワルー - アラン・クディーニ                                                   | ポルシェ・911型2,994cc水平対向6気筒          | 314    |
| 7    | S 3.0  | 17   | ヨースト・レーシングチーム                 | - アーネスト・クラウス - ギュンター・ステッケーニッヒ                                         | ポルシェ・908/3                              | 313    |
| 7    | S 3.0  | 17   | ヨースト・レーシングチーム                 | - アーネスト・クラウス - ギュンター・ステッケーニッヒ                                         | ポルシェ・935型2,140cc水平対向6気筒ターボ    | 313    |
| 8    | GTP    | 1    | イナルテラ                                 | - ジャン＝ピエール・ベルトワーズ - アンリ・ペスカロロ                                         | イナルテラ・LM                               | 305    |
| 8    | GTP    | 1    | イナルテラ                                 | - ジャン＝ピエール・ベルトワーズ - アンリ・ペスカロロ                                         | フォード・コスワース・DFV2,984ccV型8気筒     | 305    |
| 9    | Gr.5   | 63   | Evon Evertz K.G.                           | - ハインツ・マルティン - ハルトヴィヒ・ベルトラム                                             | ポルシェ・911カレラRSR                       | 302    |
| 9    | Gr.5   | 63   | Evon Evertz K.G.                           | - ハインツ・マルティン - ハルトヴィヒ・ベルトラム                                             | ポルシェ・911型3.0リットル水平対向6気筒      | 302    |
| 10   | Gr.5   | 42   | BMW GmbH / アルピナ                        | - ハラルド・グロッス - サム・ポージー - Hughes de Fierlandt                                   | BMW・3.5CSL                                  | 299    |
| 10   | Gr.5   | 42   | BMW GmbH / アルピナ                        | - ハラルド・グロッス - サム・ポージー - Hughes de Fierlandt                                   | BMW・3,498cc直列6気筒                        | 299    |
| 11   | Gr.5   | 54   | Louis Meznarie                             | - ヒューベルト・ストレビグ - アンネ＝シャルロッテ・ヴェルネイ - ヘルムート・キルショファー    | ポルシェ・934                                | 298    |
| 11   | Gr.5   | 54   | Louis Meznarie                             | - ヒューベルト・ストレビグ - アンネ＝シャルロッテ・ヴェルネイ - ヘルムート・キルショファー    | ポルシェ・930/75型2,994cc水平対向6気筒ターボ | 298    |
| 12   | GT     | 71   | "セゴレン"                                 | - "セゴレン" - ミシェル・ウヴィエール - Jean-Yves Gadal                                       | ポルシェ・911カレラRSR                       | 292    |
| 12   | GT     | 71   | "セゴレン"                                 | - "セゴレン" - ミシェル・ウヴィエール - Jean-Yves Gadal                                       | ポルシェ・911型2,994cc水平対向6気筒          | 292    |
| 13   | Gr.5   | 53   | ASA・カシア                                | - ティエリー・サビーヌ - フィリップ・ダゴリュー - ジャン＝クロード・アンドリュー              | ポルシェ・911カレラRS                        | 288    |
| 13   | Gr.5   | 53   | ASA・カシア                                | - ティエリー・サビーヌ - フィリップ・ダゴリュー - ジャン＝クロード・アンドリュー              | ポルシェ・2,994cc水平対向6気筒               | 288    |
| 14   | IMSA   | 77   | トム・ワフ                                 | - トム・ワフ - ジョン・ルーロン＝ミラー - ジャン＝ピエール・ラファッチ                        | ポルシェ・911カレラRSR                       | 283    |
| 14   | IMSA   | 77   | トム・ワフ                                 | - トム・ワフ - ジョン・ルーロン＝ミラー - ジャン＝ピエール・ラファッチ                        | ポルシェ・911型2,994cc水平対向6気筒          | 283    |
| 15   | S 2.0  | 35   | - ダニエル・ブリア - ジョージ・モラン      | - ジョージ・モラン - フランソワ・トリスコーニ - アンドレ・シェヴァレイ                        | ローラ・T292                                 | 279    |
| 15   | S 2.0  | 35   | - ダニエル・ブリア - ジョージ・モラン      | - ジョージ・モラン - フランソワ・トリスコーニ - アンドレ・シェヴァレイ                        | フォード・コスワース・2.0リットル直列4気筒   | 279    |
| 16   | GT     | 57   | Geloレーシングチーム                       | - ティム・シェンケン - トイネ・ヘゼマンズ                                                     | ポルシェ・934                                | 277    |
| 16   | GT     | 57   | Geloレーシングチーム                       | - ティム・シェンケン - トイネ・ヘゼマンズ                                                     | ポルシェ・930/75型2,994cc水平対向6気筒ターボ | 277    |
| 17   | GT     | 67   | ジョエル・ラプラセット                     | - ジョエル・ラプラセット - アラン・ルルー - ジョルジュ・ボーディレイト                        | ポルシェ・911カレラRSR                       | 273    |
| 17   | GT     | 67   | ジョエル・ラプラセット                     | - ジョエル・ラプラセット - アラン・ルルー - ジョルジュ・ボーディレイト                        | ポルシェ・911型2,994cc水平対向6気筒          | 273    |
| 18   | Gr.5   | 50   | ティエリー・ペリエール                     | - ティエリー・ペリエール - ギ・ド・サン＝ピエール - マルティン・レニエ                        | ポルシェ・911カレラRSR                       | 273    |
| 18   | Gr.5   | 50   | ティエリー・ペリエール                     | - ティエリー・ペリエール - ギ・ド・サン＝ピエール - マルティン・レニエ                        | ポルシェ・911型2,994cc水平対向6気筒          | 273    |
| 19   | GT     | 65   | ポルシェ・クレマー・レーシング             | - マリー＝クロード・シャルマソン - ディディエ・ピローニ - ボブ・ウォレク                      | ポルシェ・934                                | 270    |
| 19   | GT     | 65   | ポルシェ・クレマー・レーシング             | - マリー＝クロード・シャルマソン - ディディエ・ピローニ - ボブ・ウォレク                      | ポルシェ・930/75型2,994cc水平対向6気筒ターボ | 270    |
| 20   | GTP    | 3    | Aseptogyl                                  | - クリスティーヌ・ダグレマン - レラ・ロンバルディ                                             | ランチア・ストラトス                         | 265    |
| 20   | GTP    | 3    | Aseptogyl                                  | - クリスティーヌ・ダグレマン - レラ・ロンバルディ                                             | フェラーリ・ディーノ2,418ccV型6気筒ターボ    | 265    |
| 21   | GTP    | 2    | イナルテラ                                 | - クリスティーヌ・ベッカース - ジャン＝ピエール・ジョッソー - ジャン・ロンドー                | イナルテラ・LM                               | 264    |
| 21   | GTP    | 2    | イナルテラ                                 | - クリスティーヌ・ベッカース - ジャン＝ピエール・ジョッソー - ジャン・ロンドー                | フォード・コスワース・DFV2,984ccV型8気筒     | 264    |
| 22   | S 2.0  | 31   | チャンドラー・アイベック                   | - トニー・ビルシェンホー - イアン・ブラセイ - サイモン・フィリップス - ブライアン・ジョスリン | ローラ・T290/4                               | 252    |
| 22   | S 2.0  | 31   | チャンドラー・アイベック                   | - トニー・ビルシェンホー - イアン・ブラセイ - サイモン・フィリップス - ブライアン・ジョスリン | フォード・コスワースFVC2.0リットル直列4気筒  | 252    |
| 23   | Gr.5   | 55   | アルメラス・フレール                       | - クリスティアン・ポアロ - ルネ・ブーヴェ                                                     | ポルシェ・911カレラRSR                       | 245    |
| 23   | Gr.5   | 55   | アルメラス・フレール                       | - クリスティアン・ポアロ - ルネ・ブーヴェ                                                     | ポルシェ・911型2,994cc水平対向6気筒          | 245    |
| 24   | T      | 95   | ジャン＝ルイ・ラヴァネル                   | - ジャン＝ルイ・ラヴァネル - ジャン・ラヴァネル - ジャン＝マリー・デトラン                    | BMW・3.0CSL                                  | 237    |
| 24   | T      | 95   | ジャン＝ルイ・ラヴァネル                   | - ジャン＝ルイ・ラヴァネル - ジャン・ラヴァネル - ジャン＝マリー・デトラン                    | BMW・2,985cc直列6気筒                        | 237    |

### 周回数不足
| 順位 | クラス | 号車 | チーム                   | ドライバー                                                           | シャシー                                     | 周回数 |
| 順位 | クラス | 号車 | チーム                   | ドライバー                                                           | エンジン                                     | 周回数 |
| ---- | ------ | ---- | ------------------------ | -------------------------------------------------------------------- | -------------------------------------------- | ------ |
| 25   | S 2.0  | 30   | ジャン＝マリー・ルメール | - ジャン＝マリー・ルメール - アラン・ルビエ - パトリック・デール     | ローラ・T294                                 | 218    |
| 25   | S 2.0  | 30   | ジャン＝マリー・ルメール | - ジャン＝マリー・ルメール - アラン・ルビエ - パトリック・デール     | ROC-シムカ・2.0リットル直列4気筒             | 218    |
| 26   | GT     | 61   | ASA・カシア              | - ジャン＝クロード・アンドリュー - アンリ・カシア - ジャック・ボラス | ポルシェ・934                                | 203    |
| 26   | GT     | 61   | ASA・カシア              | - ジャン＝クロード・アンドリュー - アンリ・カシア - ジャック・ボラス | ポルシェ・930/75型2,994cc水平対向6気筒ターボ | 203    |
| 27   | GT     | 70   | "ビュアリス"             | - ジョン・ブラトン - ニック・フォール - ジョン・ゴス                 | ポルシェ・934                                | 168    |
| 27   | GT     | 70   | "ビュアリス"             | - ジョン・ブラトン - ニック・フォール - ジョン・ゴス                 | ポルシェ・930/75型2,994cc水平対向6気筒ターボ | 168    |

### リタイヤ
| 順位 | クラス | 号車 | チーム                                                      | ドライバー                                                                                                | シャシ                                       | 周回数 |
| 順位 | クラス | 号車 | チーム                                                      | ドライバー                                                                                                | エンジン                                     | 周回数 |
| ---- | ------ | ---- | ----------------------------------------------------------- | --- | -------------------------------------------- | ------ |
| 28   | Gr.5   | 47   | ポルシェ・クレマー・レーシング                              | - フアン・カルロス・ボラノス - エドゥアルド・ロペス・ネグレット - ビリー・スプロールス - ハンス・ヘイヤー | ポルシェ・935                                |        |
| 28   | Gr.5   | 47   | ポルシェ・クレマー・レーシング                              | - フアン・カルロス・ボラノス - エドゥアルド・ロペス・ネグレット - ビリー・スプロールス - ハンス・ヘイヤー | ポルシェ・935型2,857cc水平対向6気筒ターボ    |        |
| 29   | S 2.0  | 26   | ソシエテ・ROC                                               | - アラン・フロタール - Fred Stalder - アルベール・デュフレーヌ                                            | シェブロン・B36                              |        |
| 29   | S 2.0  | 26   | ソシエテ・ROC                                               | - アラン・フロタール - Fred Stalder - アルベール・デュフレーヌ                                            | ROC-シムカ・2.0リットル直列4気筒             |        |
| 30   | GT     | 58   | G.V.E.A. ポルシェ・クラブ・ラモンド                         | - バーナード・シェヌビエール - ピーター・ズビンデン - ニコラス・ブーレ                                    | ポルシェ・934                                |        |
| 30   | GT     | 58   | G.V.E.A. ポルシェ・クラブ・ラモンド                         | - バーナード・シェヌビエール - ピーター・ズビンデン - ニコラス・ブーレ                                    | ポルシェ・930/75型2,994cc水平対向6気筒ターボ |        |
| 31   | Gr.5   | 46   | チーム・ブロック                                            | - ピーター・ブロック - ブライアン・ミューア - ジャン＝クロード・オーブリエ                                | BMW・3.5CSL                                  |        |
| 31   | Gr.5   | 46   | チーム・ブロック                                            | - ピーター・ブロック - ブライアン・ミューア - ジャン＝クロード・オーブリエ                                | BMW・3,498cc直列6気筒                        |        |
| 32   | GT     | 69   | シラー・レーシングチーム                                    | - クロード・ハルディ - フロリアン・ベトシェ                                                               | ポルシェ・934                                |        |
| 32   | GT     | 69   | シラー・レーシングチーム                                    | - クロード・ハルディ - フロリアン・ベトシェ                                                               | ポルシェ・930/75型2,994cc水平対向6気筒ターボ |        |
| 33   | S 3.0  | 18   | マルティーニレーシング・ポルシェ・システム                  | - ラインホルト・ヨースト - ユルゲン・バルト                                                               | ポルシェ・936                                |        |
| 33   | S 3.0  | 18   | マルティーニレーシング・ポルシェ・システム                  | - ラインホルト・ヨースト - ユルゲン・バルト                                                               | ポルシェ・935型2,142cc水平対向6気筒ターボ    |        |
| 34   | GTP    | 5    | エキュリー T.S.                                             | - ギー・シャスイユ - クロード・バロー＝レナ                                                               | WM・P76                                      |        |
| 34   | GTP    | 5    | エキュリー T.S.                                             | - ギー・シャスイユ - クロード・バロー＝レナ                                                               | プジョー・PRV2.7リットルV型6気筒             |        |
| 35   | IMSA   | 78   | ディエゴ・フェブレス・レーシング                            | - ディエゴ・フェブレス - アレク・プール - ハイラム・クルーズ                                              | ポルシェ・911カレラRSR                       |        |
| 35   | IMSA   | 78   | ディエゴ・フェブレス・レーシング                            | - ディエゴ・フェブレス - アレク・プール - ハイラム・クルーズ                                              | ポルシェ・911型2,994cc水平対向6気筒          |        |
| 36   | S 2.0  | 29   | José Thibault                                               | - José Thibault - アラン・ヒューベルト - ミシェル・ラテスト                                               | Lenham                                       |        |
| 36   | S 2.0  | 29   | José Thibault                                               | - José Thibault - アラン・ヒューベルト - ミシェル・ラテスト                                               | フォード・コスワースFVC1.9リットル直列4気筒  |        |
| 37   | Gr.5   | 44   | A.S.P.M. - Tanday Music                                     | - ジャン＝クロード・ジュスティス - ジャン・ベリン                                                         | BMW・3.5CSL                                  |        |
| 37   | Gr.5   | 44   | A.S.P.M. - Tanday Music                                     | - ジャン＝クロード・ジュスティス - ジャン・ベリン                                                         | BMW・3,498cc直列6気筒                        |        |
| 38   | Gr.5   | 43   | BMW・モータースポーツ GmbH シュニッツァー・モータースポーツ | - ディエター・クェスター - アルブレヒト・クレブズ - アラン・ペルティエ                                    | BMW・3.5CSL                                  |        |
| 38   | Gr.5   | 43   | BMW・モータースポーツ GmbH シュニッツァー・モータースポーツ | - ディエター・クェスター - アルブレヒト・クレブズ - アラン・ペルティエ                                    | BMW・3,498cc直列6気筒                        |        |
| 39   | S 3.0  | 16   | Evon Evertz K.G.                                            | - レオ・キヌーネン - Evon Evertz                                                                          | ポルシェ・908/3                              |        |
| 39   | S 3.0  | 16   | Evon Evertz K.G.                                            | - レオ・キヌーネン - Evon Evertz                                                                          | ポルシェ・2,997cc水平対向8気筒               |        |
| 40   | S 3.0  | 19   | ルノー・スポール                                            | - ジャン＝ピエール・ジャブイーユ - パトリック・タンベイ - ジョゼ・ドレム                                  | ルノー・アルピーヌ・A442                     |        |
| 40   | S 3.0  | 19   | ルノー・スポール                                            | - ジャン＝ピエール・ジャブイーユ - パトリック・タンベイ - ジョゼ・ドレム                                  | ルノー・1,997cc90度V型6気筒ターボ            |        |
| 41   | S 2.0  | 27   | Societé ROC                                                 | - フランソワ・セルバニン - ローレント・フェリエ                                                           | シェブロン・B36                              |        |
| 41   | S 2.0  | 27   | Societé ROC                                                 | - フランソワ・セルバニン - ローレント・フェリエ                                                           | ROC-シムカ・2.0リットル直列4気筒             |        |
| 42   | NASCAR | 90   | NASCAR - Donlavey                                           | - ディック・ブルックス - ディック・ハッチャーソン - マルセル・ミジョー                                    | フォード・トリノ                             |        |
| 42   | NASCAR | 90   | NASCAR - Donlavey                                           | - ディック・ブルックス - ディック・ハッチャーソン - マルセル・ミジョー                                    | フォード・7.0リットルV型8気筒                |        |
| 43   | GT     | 62   | フィリップ・ダゴリュー                                      | - クリスチャン・ブッシ - フィリップ・ガルジャン - クリスチャン・ゴッティプィフレ                          | ポルシェ・911カレラRSR                       |        |
| 43   | GT     | 62   | フィリップ・ダゴリュー                                      | - クリスチャン・ブッシ - フィリップ・ガルジャン - クリスチャン・ゴッティプィフレ                          | ポルシェ・911型2,994cc水平対向6気筒          |        |
| 44   | GTX    | 72   | ウィリアム・ボレリー                                        | - ジャン＝ピエール・エイシュリマン - ロジャー・ドルシー - ウィリアム・ボレリー                            | ポルシェ・911カレラRS                        |        |
| 44   | GTX    | 72   | ウィリアム・ボレリー                                        | - ジャン＝ピエール・エイシュリマン - ロジャー・ドルシー - ウィリアム・ボレリー                            | ポルシェ・2,994cc水平対向6気筒               |        |
| 45   | S 2.0  | 33   | ジョージ・シェファー                                        | - ジョージ・シェファー - ジャン＝ピエール・アダッテ - リカルド・アルバネシ                                | シェブロン・B26                              |        |
| 45   | S 2.0  | 33   | ジョージ・シェファー                                        | - ジョージ・シェファー - ジャン＝ピエール・アダッテ - リカルド・アルバネシ                                | フォード・コスワースFVC1,790cc直列4気筒      |        |
| 46   | Gr.5   | 48   | ジャン＝ルイ・シャトー                                      | - ジャン＝ルイ・シャトー - ドミニク・フォルナーシュ - ジャン＝クロード・ジュリー                          | ポルシェ・934/5                              |        |
| 46   | Gr.5   | 48   | ジャン＝ルイ・シャトー                                      | - ジャン＝ルイ・シャトー - ドミニク・フォルナーシュ - ジャン＝クロード・ジュリー                          | ポルシェ・930/75型2,994cc水平対向6気筒ターボ |        |
| 47   | Gr.5   | 49   | Geloレーシングチーム                                        | - クレメンス・シケンタンツ - ハウデン・ガンレイ                                                           | ポルシェ・911カレラRSR                       |        |
| 47   | Gr.5   | 49   | Geloレーシングチーム                                        | - クレメンス・シケンタンツ - ハウデン・ガンレイ                                                           | ポルシェ・911型2,994cc水平対向6気筒          |        |
| 48   | GT     | 73   | ソノート2001                                                | - クロード・ブシュー - アンドレ・アラー - ジャン＝ルク・ファブレス                                        | ダットサン・260Z                             |        |
| 48   | GT     | 73   | ソノート2001                                                | - クロード・ブシュー - アンドレ・アラー - ジャン＝ルク・ファブレス                                        | 日産・L26型2,565cc直列6気筒                  |        |
| 49   | IMSA   | 76   | IMSA・キャメル                                              | - ジョン・グリーンウッド - ベルナール・ダルニッシュ                                                       | シボレー・コルベット・スティングレイ         |        |
| 49   | IMSA   | 76   | IMSA・キャメル                                              | - ジョン・グリーンウッド - ベルナール・ダルニッシュ                                                       | シボレー・7.0リットルV型8気筒                |        |
| 50   | S 3.0  | 21   | - G.V.E.A.ポルシェ・クラブ・ラモンド - グザヴィエ・ラペイル | - グザヴィエ・ラペイル - ベルナール・シュバンヌ                                                           | ローラ・T286                                 |        |
| 50   | S 3.0  | 21   | - G.V.E.A.ポルシェ・クラブ・ラモンド - グザヴィエ・ラペイル | - グザヴィエ・ラペイル - ベルナール・シュバンヌ                                                           | フォード・コスワースDFV2,993ccV型8気筒       |        |
| 51   | Gr.5   | 41   | BMW・モータースポーツ・GmbH                                 | - ピーター・グレッグ - ブライアン・レッドマン                                                             | BMW 3.0CSLターボ                             |        |
| 51   | Gr.5   | 41   | BMW・モータースポーツ・GmbH                                 | - ピーター・グレッグ - ブライアン・レッドマン                                                             | BMW・3,153cc直列6気筒ターボ                  |        |
| 52   | S 2.0  | 36   | Chuck Graeminger                                            | - ダニエル・ブリエット - Michel Degourmois - "デプニック"                                                 | チーター・G601                               |        |
| 52   | S 2.0  | 36   | Chuck Graeminger                                            | - ダニエル・ブリエット - Michel Degourmois - "デプニック"                                                 | BMW・2.0リットル直列4気筒                    |        |
| 53   | Gr.5   | 45   | Hermetite Productions Ltd.                                  | - ジョン・フィッツパトリック - トム・ウォーキンショー                                                     | BMW・3.5CSL                                  |        |
| 53   | Gr.5   | 45   | Hermetite Productions Ltd.                                  | - ジョン・フィッツパトリック - トム・ウォーキンショー                                                     | BMW・3,498cc直列6気筒                        |        |
| 54   | IMSA   | 75   | IMSA・キャメル                                              | - マイケル・ケイサー - エディー・ワッス                                                                   | シボレー・モンツァ                           |        |
| 54   | IMSA   | 75   | IMSA・キャメル                                              | - マイケル・ケイサー - エディー・ワッス                                                                   | シボレー・5.7リットルV型8気筒                |        |
| 55   | NASCAR | 4    | NASCAR - マクグリフ                                         | - ハーシェル・マクグリフ - ダグ・マクグリフ                                                               | ダッジ・チャージャー                         |        |
| 55   | NASCAR | 4    | NASCAR - マクグリフ                                         | - ハーシェル・マクグリフ - ダグ・マクグリフ                                                               | ダッジ・7.0リットルヘミV型8気筒              |        |

## 記録
- ポールポジション - #19 ルノー・スポール - 3:33.01
- ファステストラップ - #19 ルノー・スポール（ジャン＝ピエール・ジャブイーユ） - 3:43.00
- 総合優勝 - S3.0 (3001〜4000cc) #20 ポルシェ・936（ジャッキー・イクス/ジィズ・ヴァン・レネップ）
  - 走行距離 - 4769.923km
  - スピード - 198.746km/h
- クラス優勝
  - グループ5 - #40 ポルシェ・935（ロルフ・シュトメレン/マンフレート・シュルティ）
  - GTP - #1 イナルテラ・LM（ジャン＝ピエール・ベルトワーズ/アンリ・ペスカロロ）
  - GT - #71 ポルシェ・911カレラRSR（"セゴレン"/ミシェル・ウヴィエール/Jean-Yves Gadal）
  - IMSA - #77 ポルシェ・911カレラRSR（トム・ワフ/ジョン・ルーロン＝ミラー/ジャン＝ピエール・ラファッチ）
  - S2.0 (1,601〜2,000cc) - #35 ローラ・T292（ジョージ・モラン/フランソワ・トリスコーニ/アンドレ・シェヴァレイ）
  - レディース・トロフィー - #3 ランチア・ストラトス（クリスティーヌ・ダグレマン/レラ・ロンバルディ）
  - T - #95 （ジャン＝ルイ・ラヴァネル/ジャン・ラヴァネル/ジャン＝マリー・デトラン）